# Angel (singel Eurythmics)
Angel – singel brytyjskiego duetu Eurythmics, wydany w 1990 roku.

## Ogólne informacje
Piosenka została wydana jako czwarty singel z albumu We Too Are One. Nie ukazała się ona jednak w USA. Osiągnęła średni sukces: w Wielkiej Brytanii dotarła do miejsca 23. i nie weszła na listę w Stanach Zjednoczonych. Przyczyną do napisania piosenki dla Annie Lennox było najprawdopodobniej urodzenie martwego dziecka.

## Teledysk
Teledysk do tej piosenki był rzadko pokazywany w telewizji, a stacja MTV nie grała go wcale, najprawdopodobniej ze względu na sceny związane z okultyzmem. Wyreżyserowała go Sophie Muller.
Annie Lennox ponownie nagrała piosenkę w 1997 roku na tribute album pt. Diana, Princess of Wales: Tribute.

## Pozycje na listach przebojów
| Kraj            | Pozycja |
| --------------- | ------- |
| Wielka Brytania | 23      |
| Irlandia        | 25      |
| Kanada          | 56      |